# Ophthalmolycus polylepis
Ophthalmolycus polylepis är en fiskart som beskrevs av Jesús Matallanas 2010. Ophthalmolycus polylepis ingår i släktet Ophthalmolycus och familjen tånglakefiskar. Inga underarter finns listade i Catalogue of Life.